# La Neuville-en-Tourne-à-Fuy
La Neuville-en-Tourne-à-Fuy település Franciaországban, Ardennes megyében. Lakosainak száma 531 fő (2022. január 1.). La Neuville-en-Tourne-à-Fuy Aussonce, Bignicourt, Cauroy, Hauviné, Juniville és Bétheniville községekkel határos.

## Népesség
A település népessége az elmúlt években az alábbi módon változott:
| Lakosok száma | 472  | 386  | 389  | 430  | 569  | 569  | 578  | 555  | 543  | 531  |
|               | 1968 | 1982 | 1990 | 2006 | 2013 | 2015 | 2017 | 2019 | 2020 | 2022 |